# Cacciamali TCM 890
Le Cacciamali TCM 8.90 est un midibus urbain et interurbain conçu et fabriqué par le constructeur italien Cacciamali S.p.A. à partir de 1995 sur un châssis motorisé IVECO.

## Histoire
Le midibus Cacciamali TCM 8.90, et son petit frère, le  TCC 635, sont des véhicules dérivés du projet « Civibus » fabriqué par le constructeur Portesi, rachetée au milieu des années 1990 par Cacciamali. Comme le Portesi Civibus, le midibus TCM 8.90 a été conçu avec une carrosserie  monocoque à plancher surbaissé afin de faciliter l'accès des passagers et s'aligner sur les modèles les plus avancés et concurrents italiens comme le Monocar 230 du constructeur  BredaMenarinibus.

## Caractéristiques techniques
Le midibus TCM 8.90 dérive directement du Portesi Civibus, dont on peut affirmer qu'il représente la version surbaissée.
Le moteur est le 6 cylindres en ligne FIAT-IVECO 8060.45 de 5 861 cm3, développant 210 ch DIN, placé verticalement à l'arrière, légèrement décalé à gauche pour permettre la création d'une porte d'accès à la mécanique de deux vantaux.
La version urbaine peut accueillir 83 passagers. En option, le constructeur propose  la climatisation et la plateforme élévatrice pour fauteuils roulants et supports de fixation en cabine.
La production de ce modèle s'est élevée à 145 exemplaires plus 7 exemplaires de la version suburbaine, comportant deux portes et pouvant accueillir 76 passagers dont 18 assis.

## Diffusion
Le midibus Cacciamali TCM 8.90 a connu un bon succès de vente. De nombreuses entreprises municipales de transports italiennes en ont fait l'acquisition, surtout les villes qui devaient assurer un service régulier sur des lignes peu fréquentées, sur un itinéraire étroit nécessitant un véhicule facilement manœuvrable et d'utilisation facile, comme TRAM de Rimini, APM de Perugia, TPER de Bologne, AIM Vicenza etc..
Il a été remplacé par le Cacciamali TCM 9.20 qui a aussi été commercialisé sous les noms IVECO puis Irisbus Europolis 200E.